# Cynthia Coffman
Cynthia Lynn Coffman (San Luis, Misuri, 19 de enero de 1962) es una mujer estadounidense condenada en 1986 por el asesinato de cuatro mujeres en California. Está condenada junto a su novio, James Marlow. Coffman admite haber cometido los asesinatos, pero insiste haber sufrido el síndrome de la mujer maltratada. Está sentenciada a muerte y espera su ejecución en California.

## Antecedentes
Nació el 19 de enero de 1962 en St. Louis, Misuri. Después de que su padre abandono a su familia, fue criada por su madre. A la edad de 18 años, Coffman se había casado y se había convertido en madre, aunque el matrimonio no duró mucho. Se mudó a Arizona con un amigo y conoció a Marlow poco después de que él saliera de prisión. Comenzaron a usar metanfetamina juntos y luego se "casaron" informalmente a lomos de una moto y empezaron a cometer delitos violentos.

## Asesinatos
Coffman y Marlow fueron acusados del secuestro, violación y asesinato de cuatro mujeres entre octubre-noviembre de 1986. Fueron arrestados el 14 de noviembre de 1986, luego de qué Coffman confesara los asesinatos. Coffman dijo a los abogados que a ella le encantaba Marlow pero que él la maltrataba frecuentemente, así que no vaciló en seguirle cuando Marlow empezó los asesinatos.
Víctimas:
- Sandra Neary (32)
- Pamela Simmons (35)
- Corinna Dell Novis (20)
- Lynel Murrays (19)

## Juicio y condena
Fueron declarados culpables en julio de 1989 y en 1990 sentenciados a muerte. Coffman es la primera mujer en recibir la pena de muerte en California desde la reinstauración de la pena de muerte en aquel estado en 1977. Un juicio más lejano en 1992 la condenó por otro asesinato, en este caso recibió una condena de cadena perpetua.